# Бошњак (презиме)
Бошњак је презиме које носе следеће особе:
- Ернест Бошњак, филмски редитељ
- Јефто Бошњак, народни херој
- Срето Бошњак, историчар уметности
- Страхиња Бошњак, фудбалер
- Драган Бошњак, фудбалер